# 21st Century Breakdown
21st Century Breakdown —en español: Crisis del siglo XXI— es el octavo álbum de estudio de la banda estadounidense de rock Green Day. Se trata de la segunda ópera rock del grupo, siendo la primera, el álbum anterior American Idiot y es el primero producido por Butch Vig. Green Day comenzó a trabajar en él en enero de 2006. El cantante y guitarrista Billie Joe Armstrong había compuesto 45 canciones hacia octubre de 2007, pero no se comenzó a grabar con Vig hasta enero de 2008. El proceso de grabación y composición abarcó tres años y se llevó a cabo en cuatro estudios en California. Finalmente, se terminó en abril de 2009.
El álbum se lanzó el 15 de mayo de 2009 a través de Reprise Records. Armstrong lo describió como «una "fotografía instantánea" de la época en la que vivimos, cuestionando y tratando de buscarle sentido a la manipulación egoísta a nuestro alrededor, proveniente del gobierno, la religión, los medios o francamente cualquier forma de autoridad». Los sencillos «Know Your Enemy» y «21 Guns» son ejemplos de la temática de alienación e indignación ante los políticos presente en el disco.
La respuesta crítica a 21st Century Breakdown fue en general positiva. Los críticos que alabaron el álbum consideraron las composiciones y las letras de Armstrong un éxito; los escépticos rechazaron el concepto del disco, describiéndolo como «vago» y «carente de dirección». El álbum alcanzó las primeras posiciones de las listas de venta de varios países en el mundo, incluyendo el Billboard 200, European Top 100 Albums y la UK Albums Chart. Recibió además el premio Grammy al mejor álbum de rock en la edición número 52 de estos galardones, celebrada el 31 de enero de 2010. Hacia diciembre de ese año, 21st Century Breakdown había vendido 10 140 000 copias en Estados Unidos y más de 3,5 millones a todo mundo.

## Composición y grabación

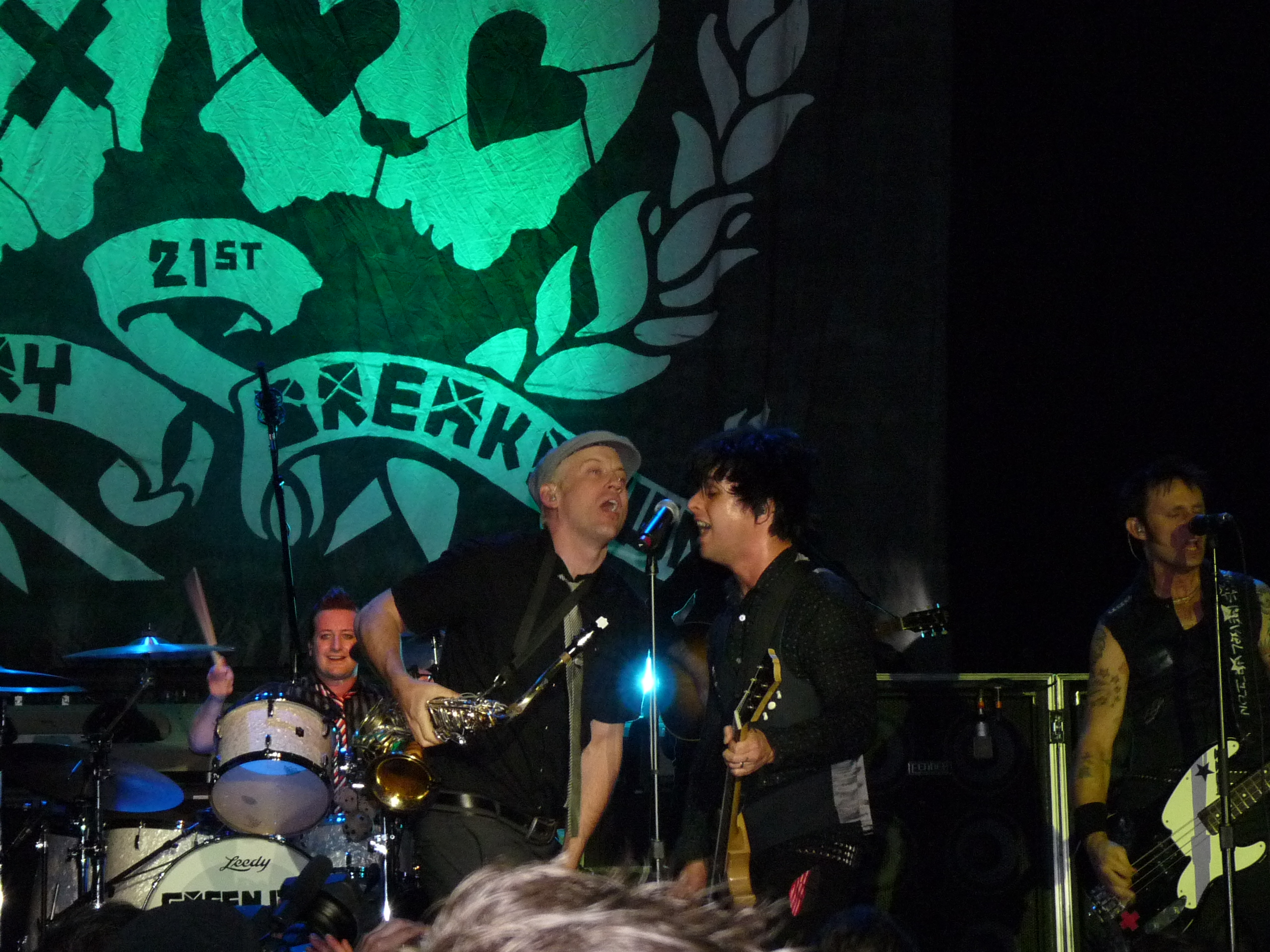
Green Day tocando en mayo de 2009 en la fiesta del lanzamiento de 21st Century Breakdown.

Green Day comenzó a componer nuevas canciones para lo que sería 21st Century Breakdown en enero de 2006 tras una extensiva gira para promocionar su séptimo álbum de estudio American Idiot. En aquel momento, el líder Billie Joe Armstrong afirmó: «Comenzaremos [buscando el] silencio y será así como hallaremos la inspiración para crear otro álbum». La banda no reveló detalles del proceso de composición y grabación hasta octubre de 2007, cuando Armstrong dijo en una entrevista con Rolling Stone que había escrito «algo así como 45 canciones». Los miembros de la banda trabajaron en las etapas más primarias del concepto en sus ensayos en un estudio de Oakland, California. Se reveló poco sobre el estilo musical del álbum, pero Armstrong señaló: «Quiero profundizar en lo que soy y lo que siento en este momento —la mediana edad». Añadió que muchas de las 45 canciones se compusieron en piano en vez de en guitarra.
La banda comenzó la grabación del álbum en enero de 2008. Más tarde, se confirmó que la banda estaba trabajando con el productor Butch Vig. Se grabó con Vig durante el 2008 y principios de 2009 en cuatro estudios de California: el Ocean Way Recording en Hollywood, Studio 880 en Oakland, Jel Studios en Newport Beach y Costa Mesa Studios en la localidad homónima. Mientras grababan en Hollywood, los integrantes del grupo compraron gramófonos baratos en Amoeba Music y escucharon muchos discos de vinilo en busca de inspiración, entre los que se cuentan álbumes de The Beat y The Plimsouls. Armstrong citó como influencias la música de Ray Davies, cantante de la banda británica The Kinks, el álbum de Pretty Things S.F. Sorrow, los discos de Doors The Doors y Strange Days y el de Meat Loaf Bat Out of Hell. El baterista Tré Cool señaló también como influencias a Eddie Cochran y The Creation en la composición de Armstrong.
Mientras componía canciones en el estudio, Armstrong creó una versión de la ópera rock de la banda inglesa The Who «A Quick One, While He's Away»; Green Day la grabó durante las sesiones para el álbum. Además, Vig comentó que la frustración a veces causó demoras en el proceso de grabación del disco. El cantante guardó sus letras cuidadosamente y mezcló intencionalmente sus demos para que su voz sonara muy débil y fuera ininteligible para los otros miembros de la banda. No fue hasta fines de 2008 que consideró apropiado compartirlas con Cool, Vig y el bajista Mike Dirnt, sentándose con ellos para leer en voz alta sus composiciones. Los miembros de la banda hicieron los retoques finales a principios de abril de 2009 y afirmaron que su lanzamiento fue «como una [...] depresión postparto».

## Temática y estilo musical
21st Century Breakdown continúa el estilo de ópera rock de su predecesor, American Idiot. Se divide en tres actos: «Heroes and Cons» (en español, héroes y estafadores), «Charlatans and Saints» (charlatanes y santos) y «Horseshoes and Handgrenades» (herraduras y granadas) y tiene lugar en Detroit, Míchigan. Su imprecisa narración cuenta la historia de una joven pareja llamada Christian y Gloria (protagonizados en los videos musicales del disco por Josh Boswell y Lisa Stelly), quienes atraviesan los desafíos presentes en Estados Unidos tras la presidencia de George W. Bush. Dirnt comparó la relación entre las diferentes canciones con la existente en el álbum de Bruce Springsteen Born to Run, afirmando que los temas no están fuertemente interconectados como en un álbum conceptual, pero que de todos modos sí lo están. Gran parte de la temática y las letras tienen origen en la vida personal de Armstrong, quien canta en primera persona sobre abandono y venganza en «Before the Lobotomy», «Christian's Inferno» y «Peacemaker». Rolling Stone comentó que este álbum es «el disco más personal [y más] plagado de emociones que Armstrong haya escrito alguna vez».

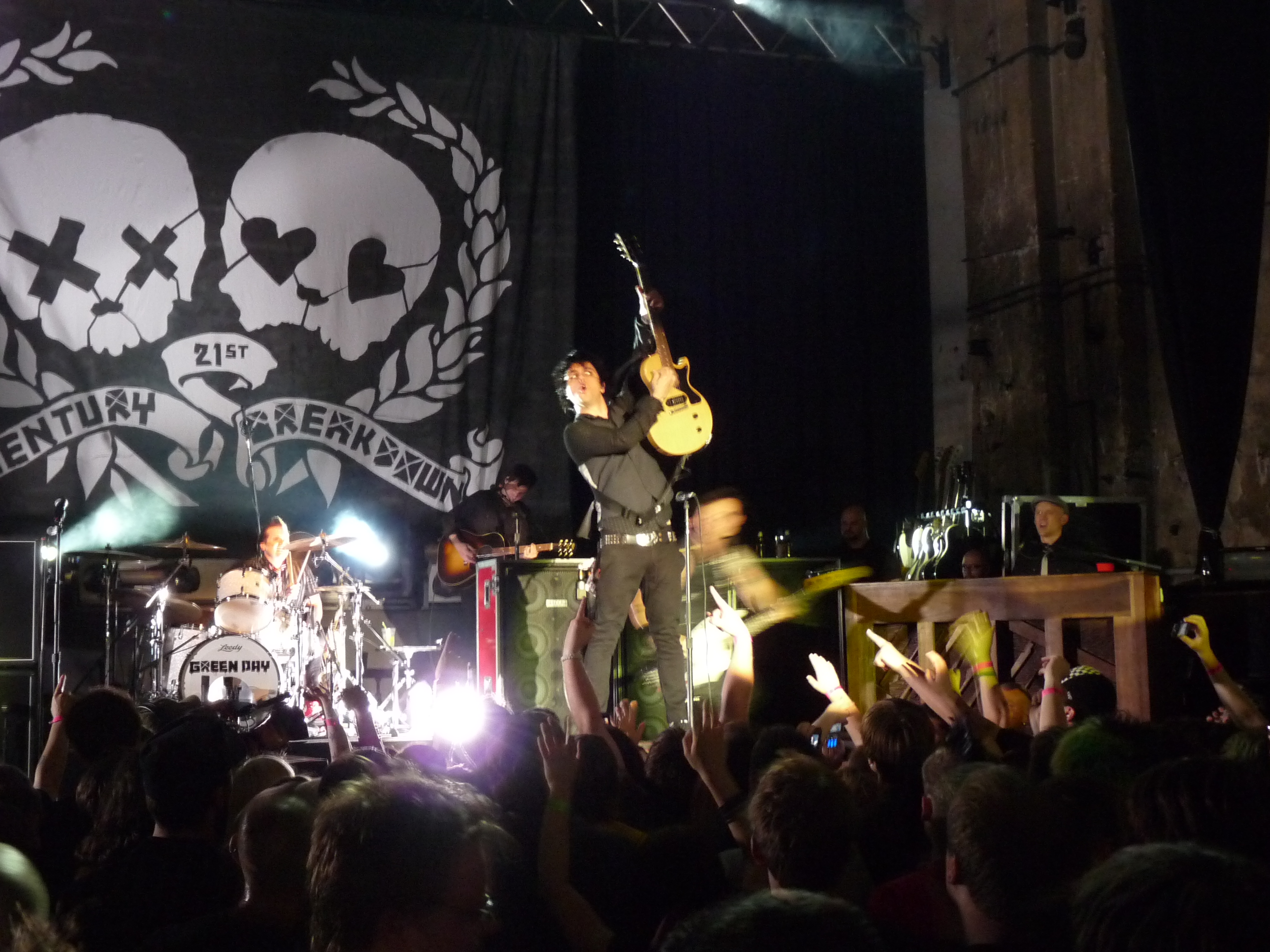
Green Day durante la fiesta de lanzamiento de 21st Century Breakdown en Kesselhaus, Berlín.

El primer verso de la canción homónima al disco, Born into Nixon, I was raised in hell («Nacido en la época de Nixon, me crie en el Infierno») hace referencia a 1972, cuando nació el cantante, mientras que la línea We are the class of '13 («Somos la clase del '13») hace referencia al hecho de que su hijo mayor, Joseph, egresó de la secundaria en 2013. Dirnt expresó su opinión de que «Last of the American Girls» se inspiró en la esposa del guitarrista Adrienne, de quien afirmó que es obstinada en sus opiniones y las defiende con firmeza. Armstrong describió su infancia como «discontinua», pues fue criado por sus cinco hermanos mayores tras la muerte de su padre, mientras que su madre trabajaba en turnos nocturnos como camarera; ello permitió crear el origen de su descontento expresado en las letras del disco. «East Jesus Nowhere» ataca el fundamentalismo religioso y Armstrong la compuso tras asistir al bautismo del hijo de un amigo.
En términos musicales, 21st Century Breakdown posee un estilo de punk similar a American Idiot, pero otros críticos han afirmado que el sonido tradicional de Green Day ha evolucionado en los 5 años transcurridos desde su último lanzamiento, incorporando nuevas influencias de un pop rock más fuerte y pesado y arena rock en una escala épica. Rob Sheffield de Rolling Stone indicó que el álbum luce las baladas de Green Day más pulidas; también afirmó que la banda «combina el punk con [...] el grandioso rock clásico». MTV comparó el trabajo con los de artistas de este último género como The Who, mientras que Spin llamó a «21st Century Breakdown» «la canción de Green Day más épica hasta ahora». Cool ha afirmado: «Es importante para nosotros que todavía se nos vea como una banda de punk. Ha sido nuestra religión, nuestra educación secundaria», pero también se destacó que Armstrong profundizó en el pasado en busca de inspiración para 21st Century Breakdown, tomando influencias de artistas de rock. El cantante mismo afirmó: «La zona cero para mí es punk. Me gusta pintar una imagen horrible. Me levanta el ánimo cantar sobre la mierda más horrible sobre la que pueda uno cantar. Es simplemente mi ADN».

## Promoción y lanzamiento

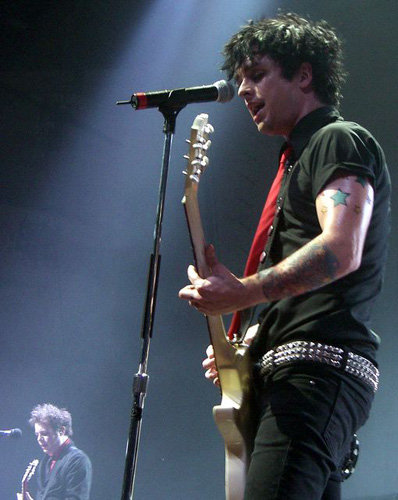
La temática del álbum está basada en ciertos aspectos de la vida personal del cantante Billie Joe Armstrong.

El 9 de febrero de 2009, Green Day anunció el título del álbum y que estaría dividido en tres actos —de manera similar a como estaba compuesto el disco anterior, American Idiot—: «Heroes and Cons», «Charlatans and Saints» y «Horseshoes and Handgrenades». El 17 de marzo, la banda subió un teaser a su sitio web oficial. El día 25 del mismo mes se anunció que se lo lanzaría el 15 de mayo. En abril de 2009, Green Day estrenó el video de la canción «Know Your Enemy» en la televisión y un fragmento de ella se usó como introducción a la edición de 2009 del NCAA Men's Basketball Tournament Championship. La banda tocó por primera vez canciones de 21st Century Breakdown durante una serie de recitales en California durante abril de 2009. En cada concierto, se dio a los espectadores un programa que contenía las letras de todo el álbum. El primer sencillo, «Know Your Enemy» se lanzó el 16 de abril y el estreno mundial de su video fue el día 24 del mismo mes en el sitio web británico de MTV.
21st Century Breakdown se lanzó en forma internacional el 15 de mayo de 2009, a través de Reprise Records. La edición especial de vinilo se limitó a tres mil copias y consiste en tres discos de 10" —uno para cada acto—, una copia en CD, un folleto de 60 páginas y un código para descargar digitalmente el álbum completo. Chris Bilheimer fue quien diseñó la portada del álbum, que está basada en un trabajo del artista Sixten. Este afirmó que la pareja que se puede apreciar eran «solamente amigos de una amigo en una fiesta de Eskilstuna, Suecia» y explicó que un amigo en común tomó la fotografía. Añadió que le gustó «su pasión y simplemente tenía que hacer un esténcil para esparcir ese amor». Se ha señalado que su portada es similar a la del álbum de Blur de 2003 Think Thank, otro esténcil del artista Banksy. Green Day mostró una colección de imágenes de la misma temática llamada "The Art of Rock" en Londres desde el 23 de octubre hasta el 1 de noviembre de 2009.
El álbum alcanzó el primer puesto en el Billboard 200 en los Estados Unidos, donde vendió 215 000 copias en su primera semana. Debutó en las primeras posiciones de las listas de ventas de 24 países, incluyendo la lista European Top 100 Albums. 21st Century Breakdown se lanzó únicamente en una versión con Parental Advisory por contener referencias explícitas en sus letras. Wal-Mart se negó a vender álbumes con esta etiqueta y solicitó a la banda que saque a la venta una edición con censura. Sus integrantes respondieron afirmando: «No hay nada extraño en nuestro disco. [...] Quieren que los artistas censuren sus discos para que se vendan [sus trabajos] allí. Simplemente dijimos que no, nunca lo habíamos hecho antes. Sientes que estás en 1953 o algo así». El segundo sencillo, «21 Guns» se lanzó a las emisoras de radio el 25 de mayo. Tiempo después, en julio, la banda inició una gira, finalizada en noviembre. «East Jesus Nowhere» se lanzó como el tercer sencillo el 19 de octubre de 2009.

## Recepción crítica
La recepción mediática de 21st Century Breakdown fue generalmente positiva y Metacritic le otorgó un promedio de 70 puntos basándose en 30 reseñas. Dan Silver, del periódico The Observer también le otorgó al álbum cuatro estrellas sobre cinco y lo comparó con la música de Bruce Springsteen y la composición vanguardista de Chuck Palahniuk. El crítico de Rolling Stone David Fricke lo llamó «una bomba compuesta del éxtasis del rock clásico, asaltos punk carentes de piedad y momentos de pop; es como London Calling de The Clash, Quadrophenia de The Who y Zen Arcade de Hüsker Dü, todo comprimido en 18 canciones». Dan Cairns de la revista The Times concluyó: «En cuanto a sus letras, probablemente tenga éxito en retratar las contradicciones, vulnerabilidades y anhelos de armonía que circundan a Armstrong, Dirnt y Cool, [a] su país y a la humanidad en su totalidad. Pero su real victoria, en una época de discontinuidad, de estudios de mercado, auto-censura y valores morales mínimos, no es simplemente apuntar locamente hacia lo más alto, sino apuntar hacia la cima».
Las críticas negativas se centraron en el concepto del disco; el crítico de la BBC Chris Jones afirmó que «se queja vagamente sobre la "autoridad"» y que «tanto murmullo oscurece el sentido más profundo». Steve Kandell de Spin comentó que «se echa de menos» el estado de ánimo de American Idiot y la energía del disco parece «carente de dirección». Alexis Petridis, de Guardian indicó que «la historia se vuelve imposible de seguir». Adam Downer de Sputnikmusic criticó duramente el álbum cuestionando la claridad de las letras y llamando al álbum «más conceptualmente vago/ridículo que American Idiot». También comentó que «forma espirales sin control en su gloria heroica y nunca se focaliza, finalizando en algo que Green Day no podía producir: un disco promedio».

### Reconocimientos
| Año  | Publicación   | País           | Reconocimiento                                                 | Puesto |
| ---- | ------------- | -------------- | -------------------------------------------------------------- | ------ |
| 2009 | Rolling Stone | Estados Unidos | Los mejores álbumes de 2009                                    | 5      |
| 2009 | Kerrang!      | Reino Unido    | Elección de los lectores: Los 50 mejores álbumes del siglo XXI | 17     |
| 2009 | Rhapsody      | Estados Unidos | Los 25 mejores álbumes de 2009                                 | 16     |

### Premios
| Año  | Ceremonia                          | Premio                    | País           | Resultado |
| ---- | ---------------------------------- | ------------------------- | -------------- | --------- |
| 2009 | 52.ª edición de los premios Grammy | Mejor álbum de rock       | Estados Unidos | Ganador   |
| 2009 | Teen Choice Awards                 | Álbum de grupo musical    | Estados Unidos | Nominado  |
| 2009 | TMF Awards                         | Mejor álbum internacional | Bélgica        |           |
| 2009 | Kerrang! Awards                    | Mejor álbum               | Reino Unido    |           |
| 2010 | MTV Video Music Awards Japan       | Álbum del año             | Japón          |           |
| 2010 | NME Awards                         | Mejor álbum               | Reino Unido    |           |
| 2010 | NME Awards                         | Peor álbum                | Reino Unido    |           |

## Lista de canciones
Todas las letras escritas por Billie Joe Armstrong, toda la música compuesta por Green Day. 
| N.º | Título                | Duración |  |
| 1.  | «Song of the Century» | 0:57     |  |

| Acto I: "Heroes and Cons" |                          |          |  |
| N.º                       | Título                   | Duración |  |
| 2.                        | «21st Century Breakdown» | 5:09     |  |
| 3.                        | «Know Your Enemy»        | 3:11     |  |
| 4.                        | «¡Viva la Gloria!»       | 3:31     |  |
| 5.                        | «Before the Lobotomy»    | 4:37     |  |
| 6.                        | «Christian's Inferno»    | 3:07     |  |
| 7.                        | «Last Night on Earth»    | 3:57     |  |

| Acto II: "Charlatans and Saints" |                                  |          |  |
| N.º                              | Título                           | Duración |  |
| 8.                               | «East Jesus Nowhere»             | 4:35     |  |
| 9.                               | «Peacemaker»                     | 3:24     |  |
| 10.                              | «Last of the American Girls»     | 3:51     |  |
| 11.                              | «Murder City»                    | 2:54     |  |
| 12.                              | «¿Viva La Gloria? (Little Girl)» | 3:48     |  |
| 13.                              | «Restless Heart Syndrome»        | 4:21     |  |

| Acto III: "Horseshoes and Handgrenades" |                                                            |          |  |
| N.º                                     | Título                                                     | Duración |  |
| 14.                                     | «Horseshoes and Handgrenades»                              | 3:14     |  |
| 15.                                     | «The Static Age»                                           | 4:17     |  |
| 16.                                     | «21 Guns»                                                  | 5:21     |  |
| 17.                                     | «American Eulogy» (A. "Mass Hysteria" / B. "Modern World") | 4:26     |  |
| 18.                                     | «See the Light»                                            | 4:36     |  |
| 69:16                                   |                                                            |          |  |

### Pistas adicionales
Todas las letras escritas por Billie Joe Armstrong, toda la música compuesta por Green Day, excepto donde se aclara. 
| Versión en MP3 de Amazon.com |                        |          |  |
| N.º                          | Título                 | Duración |  |
| 19.                          | «Burnout» (en directo) | 2:21     |  |

| Edición de lujo de iTunes |                                                                     |                |          |  |
| N.º                       | Título                                                              | Escritor(es)   | Duración |  |
| 19.                       | «A Quick One, While He's Away» (originally performed by The Who)    | Pete Townshend | 7:59     |  |
| 20.                       | «Another State of Mind» (originally performed by Social Distortion) | Mike Ness      | 2:46     |  |

| Edición pre-ordenada de iTunes |                                                                   |               |          |  |
| N.º                            | Título                                                            | Escritor(es)  | Duración |  |
| 21.                            | «That's All Right» (Elvis Presley)                                | Arthur Crudup | 2:01     |  |
| 22.                            | «Like a Rolling Stone» (Originalmente interpretada por Bob Dylan) | Bob Dylan     | 6:10     |  |

| Edición japonesa |              |          |  |
| N.º              | Título       | Duración |  |
| 19.              | «Lights Out» | 2:16     |  |

| Versión Rhapsody |                                |          |  |
| N.º              | Título                         | Duración |  |
| 19.              | «Know Your Enemy» (en directo) | 4:47     |  |
| 20.              | «The Static Age» (en directo)  | 4:30     |  |

| En directo en Japón |                                           |          |  |
| N.º                 | Título                                    | Duración |  |
| 1.                  | «American Idiot» (en directo)             | 4:18     |  |
| 2.                  | «Jesus of Suburbia» (en directo)          | 9:22     |  |
| 3.                  | «Holiday» (en directo)                    | 4:34     |  |
| 4.                  | «Are We the Waiting» (en directo)         | 2:49     |  |
| 5.                  | «St. Jimmy» (en directo)                  | 2:58     |  |
| 6.                  | «Boulevard of Broken Dreams» (en directo) | 4:41     |  |

## Créditos
| Banda - Billie Joe Armstrong: voz, guitarra, piano - Tré Cool: batería, percusión - Mike Dirnt: bajo eléctrico, armonías vocales Músicos adicionales - Jason Freese: piano - Tom Kitt: arreglos de cuerdas - Patrick Warren: director de orquesta | Producción - Butch Vig: productor - Chris Lord-Alge: ingeniero de sonido - Chris Dugan: ingeniero de sonido - Keith Armstrong; Nik Karpen; Wesley Seidman: ingenieros asistentes - Brad Kobylczak; Joe McGrath; Andrew Schubert; Brad Townshend: ingenieros adicionales - Ted Jensen: masterización - Shari Sutcliffe: coordinación de la producción - Bill Schneider: coordinador de la banda, técnico de guitarras - Micah Chong: técnico de guitarras - Kenny Butler; Mike Fasano: técnicos de batería Arte de tapa - Chris Bilheimer: diseño, fotografía, esténcil - Andrew Black; Micah Chong; David Cooper: esténcil - Marina Chavez: fotografía de la contratapa |

## Historial de lanzamientos
| País           | Fecha              | Discográfica | Formato          | Número de catálogo |
| -------------- | ------------------ | ------------ | ---------------- | ------------------ |
| Mundial        | 15 de mayo de 2009 | Warner Music | Descarga digital | —                  |
| Estados Unidos | 15 de mayo de 2009 | Reprise      | CD, LP           | 517153             |
| Reino Unido    | 15 de mayo de 2009 | Warner Music | CD               | 9362-49802-1       |
| Europa         | 15 de mayo de 2009 | Warner Music | CD               | 9362-49802-1       |
| Australia      | 15 de mayo de 2009 | Warner Music | CD               | 9362498021         |
| Australia      | 15 de mayo de 2009 | Warner Music | CD de lujo       | 9362497777         |
| Australia      | 29 de mayo de 2009 | Warner Music | LP               | 9362497853         |

## Listas
| Lista (2009)                   | Posición más alta |
| ------------------------------ | ----------------- |
| Australian Albums Chart        | 2                 |
| Austrian Albums Chart          | 1                 |
| Belgian Albums Chart (Flandes) | 2                 |
| Belgian Albums Chart (Valonia) | 3                 |
| Canadian Albums Chart          | 1                 |
| Czech Albums Chart             | 1                 |
| Danish Albums Chart            | 1                 |
| European Top 100 Albums        | 1                 |
| Finnish Albums Chart           | 3                 |
| French Albums Chart            | 1                 |
| German Albums Chart            | 1                 |
| Hungarian Albums Chart         | 4                 |
| Irish Albums Chart             | 2                 |
| Italian Albums Chart           | 1                 |
| Japan Albums Chart             | 1                 |
| Netherlands Albums Chart       | 4                 |
| New Zealand Albums Chart       | 1                 |
| Mexican Albums Chart           | 3                 |
| Norwegian Albums Chart         | 1                 |
| Polish Albums Chart            | 6                 |
| Portuguese Albums Chart        | 2                 |
| Spanish Albums Chart           | 1                 |
| Swedish Albums Chart           | 1                 |
| Swiss Albums Chart             | 1                 |
| UK Albums Chart                | 1                 |
| Billboard 200                  | 1                 |
| Alternative Albums             | 1                 |
| Rock Albums                    | 1                 |
| Digital Albums                 | 1                 |
| Tastemaker Albums              | 1                 |

| Región                   | Certificación |
| ------------------------ | ------------- |
| Argentina (CAPIF)        | Oro           |
| Australia (ARIA)         | Platino       |
| Austria (IFPI)           | Platino       |
| Canadá (CRIA)            | 2x Platino    |
| Dinamarca (IFPI)         | Oro           |
| Finlandia (IFPI)         | Platino       |
| Francia (SNEP)           | Platino       |
| GCC (IFPI) Medio Oriente | Platino       |
| Alemania (BVMI)          | 3x Oro        |
| Irlanda (IRMA)           | Platino       |
| Italia (FIMI)            | Platino       |
| Japón (RIAJ)             | Oro           |
| Nueva Zelanda (RIANZ)    | Platino       |
| Noruega (IFPI)           | Platino       |
| Suecia (IFPI)            | Oro           |
| Suiza (IFPI)             | Platino       |
| Reino Unido (BPI)        | Platino       |
| Estados Unidos (RIAA)    | Platino       |
| Europa (IFPI)            | Platino       |

Sencillos
| Año  | Título                       | Posición máxima   | Posición máxima   | Posición máxima        | Posición máxima | Posición máxima | Posición máxima | Posición máxima | Posición máxima | Posición máxima |
| Año  | Título                       | Billboard Hot 100 | Alternative Songs | Mainstream Rock Tracks | Australia       | Canadá          | Nueva Zelanda   | Reino Unido     | Japón           |                 |
| ---- | ---------------------------- | ----------------- | ----------------- | ---------------------- | --------------- | --------------- | --------------- | --------------- | --------------- | --------------- |
| 2009 | «Know Your Enemy»            | 28                | 1                 | 1                      | 20              | 5               | 19              | 21              | 5               |                 |
| 2009 | «21 Guns»                    | 22                | 3                 | 17                     | 14              | 3               | 3               | 36              | 12              |                 |
| 2009 | «East Jesus Nowhere»         | —                 | 17                | 23                     | —               | 71              | —               | —               | —               |                 |
| 2009 | «21st Century Breakdown»     | —                 | —                 | —                      | —               | —               | —               | —               | 92              |                 |
| 2010 | «Last of the American Girls» | —                 | 26                | 34                     | —               | —               | —               | —               | —               |                 |